# セリバシオガマ
セリバシオガマ（芹葉塩釜、学名：Pedicularis keiskei Franch. et Sav.）は、ハマウツボ科シオガマギク属に分類される半寄生の多年草の1種。種小名（keiskei ）は、伊藤圭介への献名。和名のセリバ（芹葉）は、葉の形態がセリに似ていることに由来する。

## 特徴
茎は根元で枝分かれして、高さは30-50 cm、無毛で葉とともに軟弱。葉は長さ4-8 cm、幅2-4 cmの卵状長楕円形で羽状に全開し、上部まで対生する。葉の裂片はさらに羽状に中裂する。葉柄は長さ0.4-1 cm。小葉はまばらにつく。上茎葉は小形となり、すべて対生し、花期に根出葉はない。上部の葉腋に白い花を1個ずつ付け、枝の頭部にも3-5対まばらに総状に花を付ける。花冠は左右非相称、長さ約2 cmで、筒部は薄緑色。上唇は先がくちばし状に細長く尖る。下唇葉浅く3裂し、中裂片はごく小さい。雄蕊は4本、雌蕊は1本。萼は無毛、卵状の筒形で長さ約4 mm。花期は8-9月。蒴果は3角状狭披針形で、先が尖り、長さ12 mm、幅3 mmで、萼の約3倍。種子は紡すい形で突起が付く。

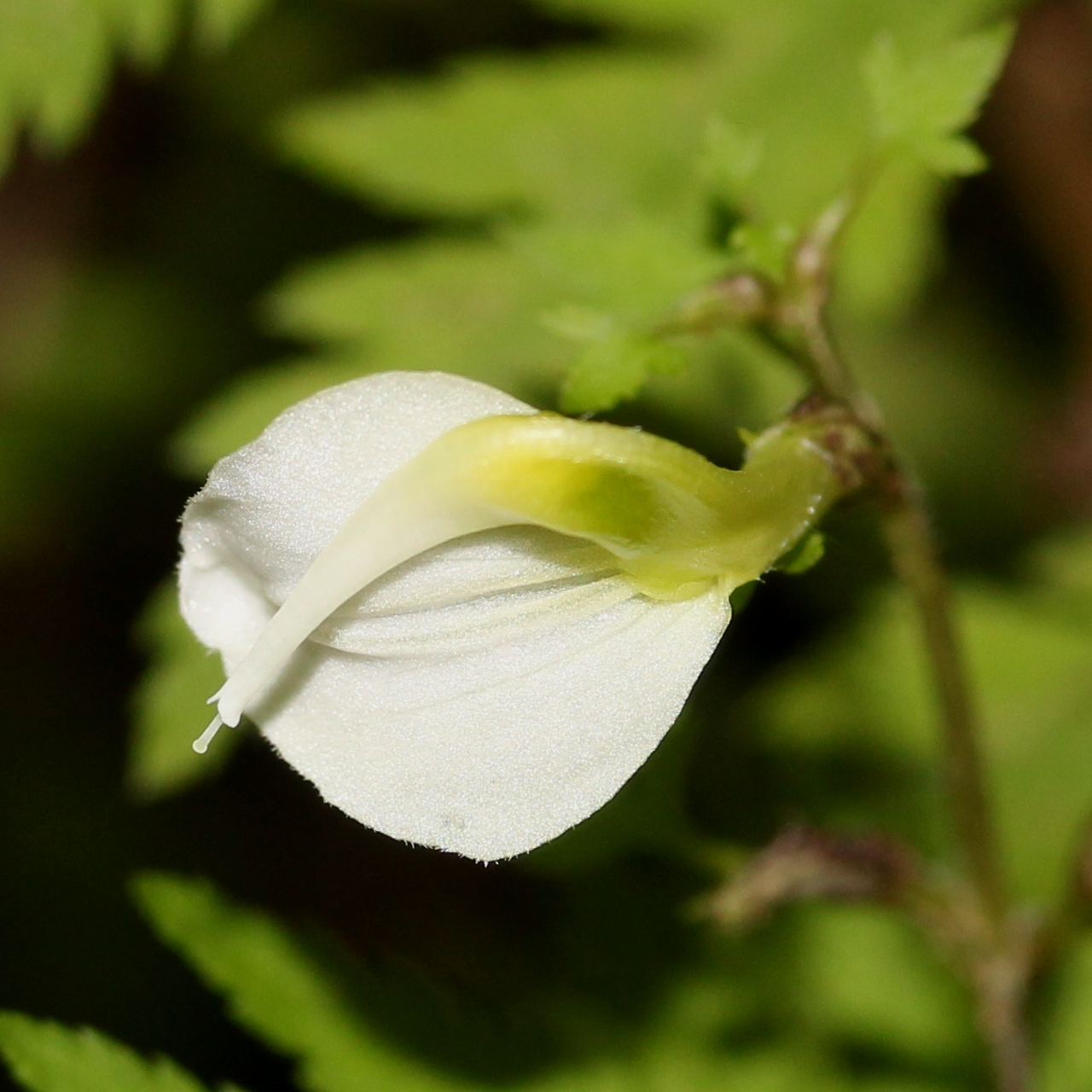
花の細部
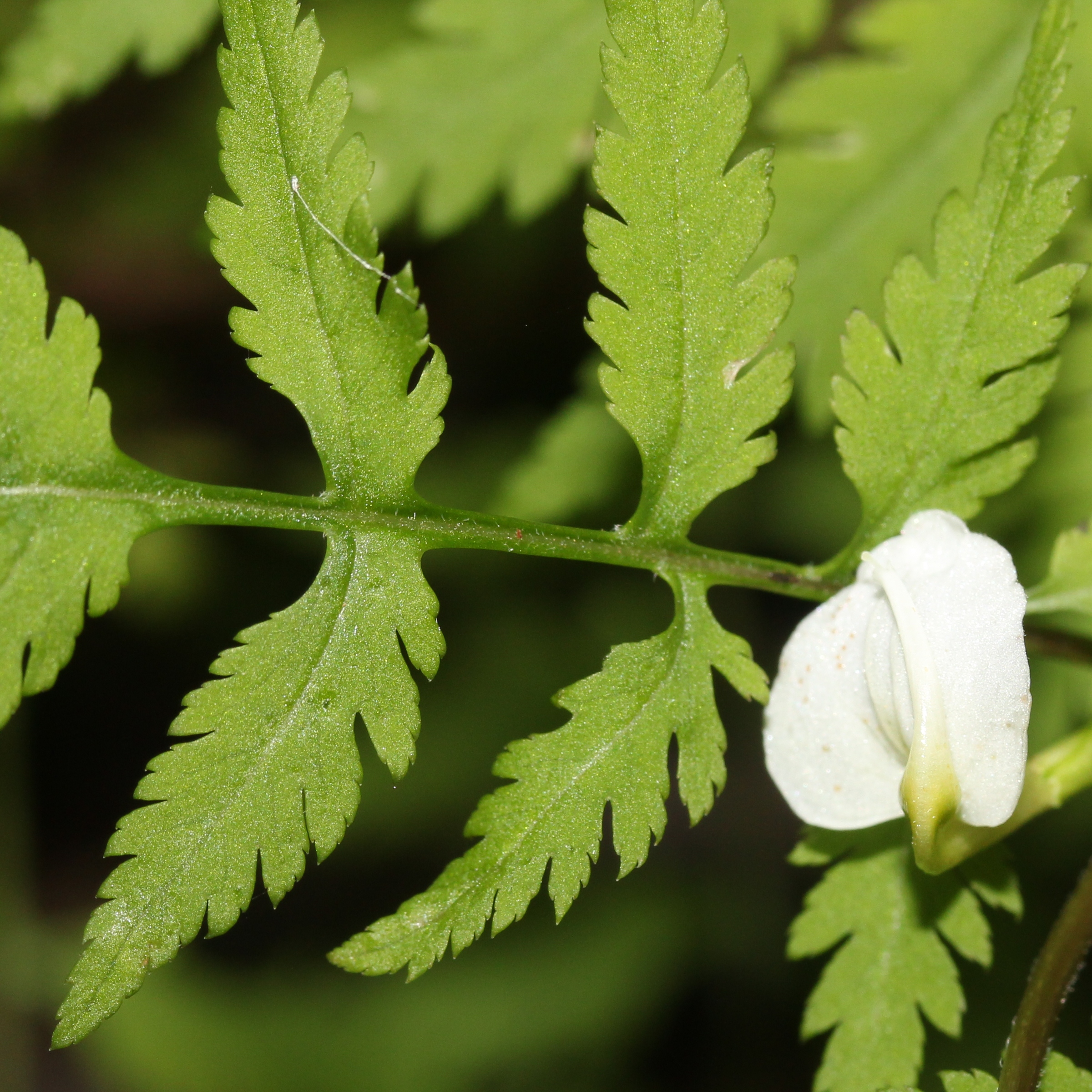
葉
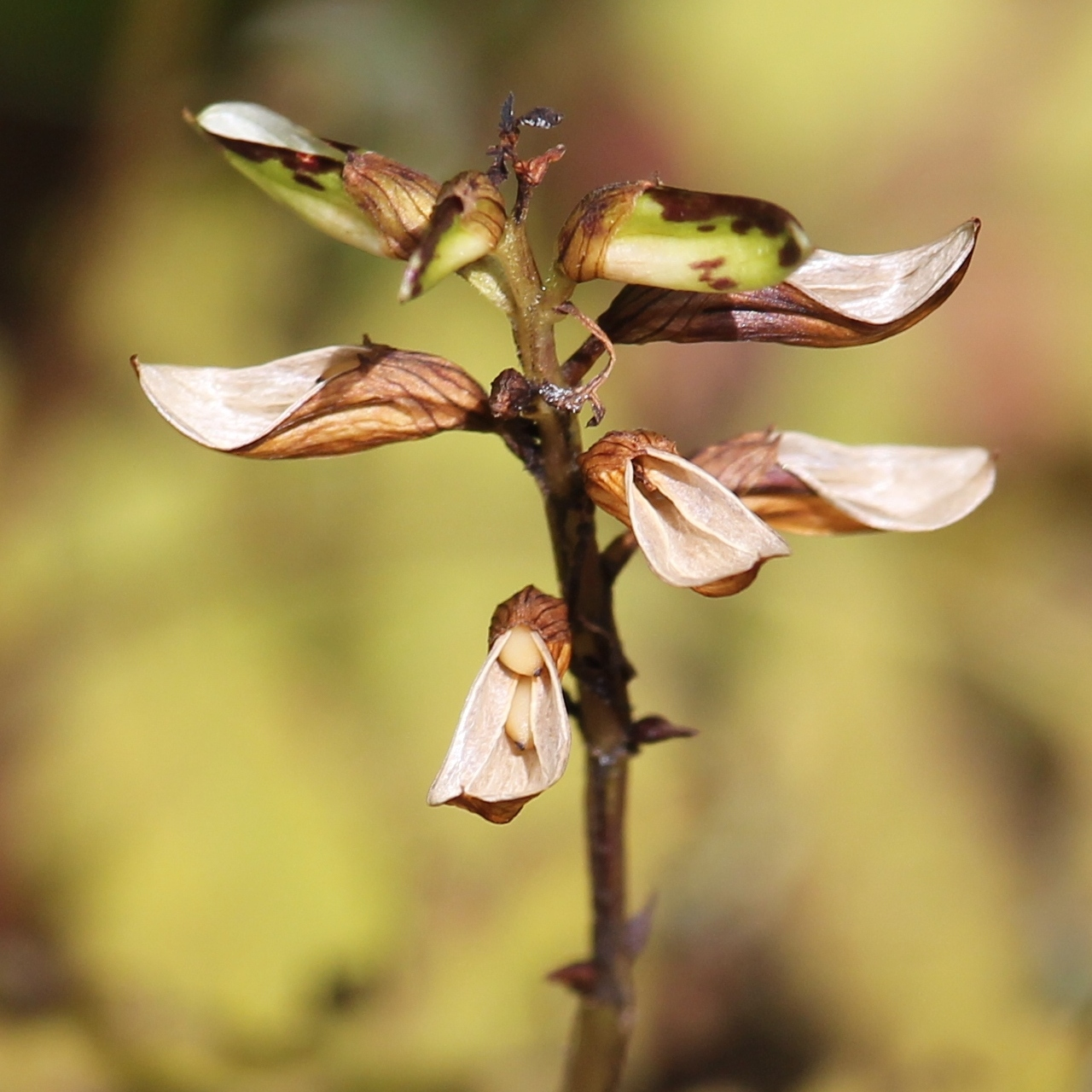
蒴果

## 分布と生育環境
日本の固有種。本州の中部地方（秩父山地の金峰山、飛騨山脈南部、八ヶ岳、木曽山脈、赤石山脈）のやや狭い範囲に分布する。基準標本は御嶽山のもの。ヒマラヤから中国西部にかけて分布する同属の種（Pedicularis gracilis）と類縁であると見られていて、古くに日本に渡来して分化した種である。

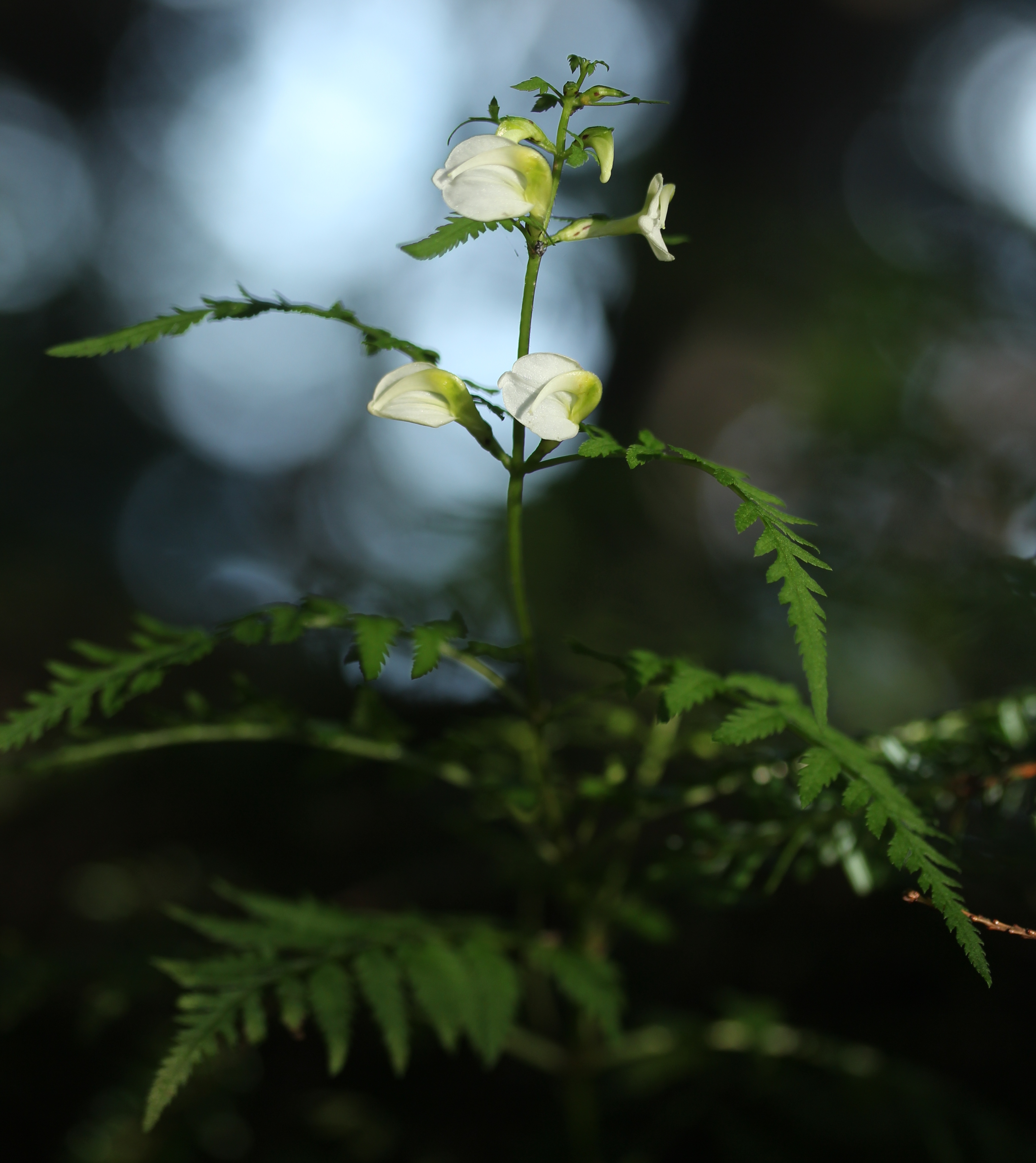
深山の亜高山帯針葉樹林の林下に生育するセリバシオガマ

深山の亜高山帯針葉樹林の林下に生育する。

## 種の保全状況評価
日本では以下の都道府県でレッドリストの指定を受けている。
- 絶滅危惧IB類（EN） - 愛知県[11]